# Saint-Cirgues-de-Malbert
Saint-Cirgues-de-Malbert is een gemeente in het Franse departement Cantal (regio Auvergne-Rhône-Alpes) en telt 213 inwoners (2004). De plaats maakt deel uit van het arrondissement Aurillac.

## Geografie
De oppervlakte van Saint-Cirgues-de-Malbert bedraagt 16,6 km², de bevolkingsdichtheid is 12,8 inwoners per km².

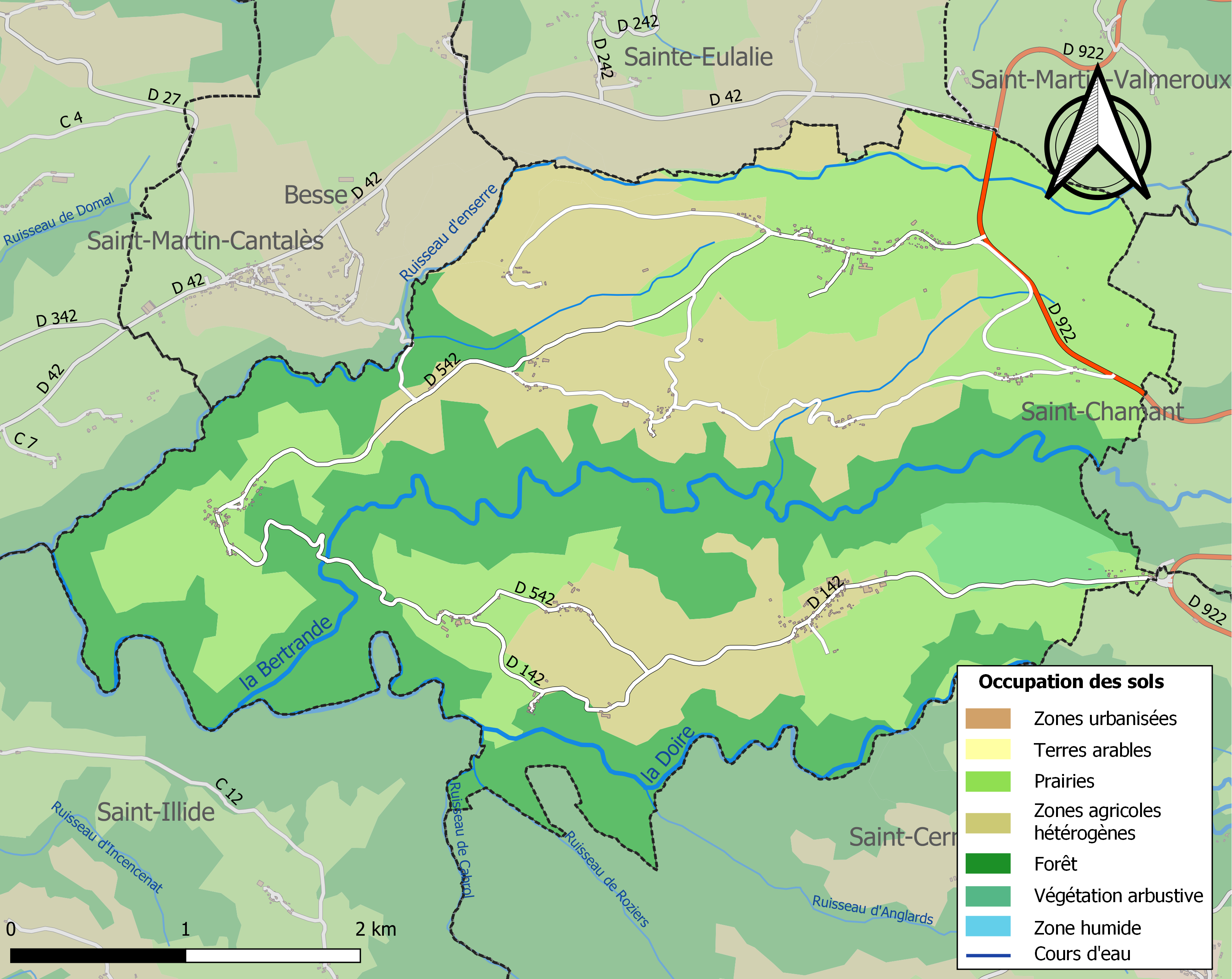
Kaart van de gemeente met de belangrijkste infrastructuur, bodemgebruik en omliggende gemeenten

## Demografie
Onderstaande figuur toont het verloop van het inwonertal (bron: INSEE-tellingen).

Vanwege een beveiligingsprobleem met de MediaWiki Graph-software is het momenteel niet mogelijk deze grafiek weer te geven. Zodra de software is bijgewerkt zal de grafiek vanzelf weer zichtbaar worden.